# Stock Beck (Carlesmoor Beck)
Der Stock Beck ist ein Wasserlauf in North Yorkshire, England. Er entsteht am Kirkby Malezeard Moor als Foul Sike. Er fließt in südöstlicher Richtung bis zu seiner Mündung in den Carlesmoor Beck.